# Saint-Ours (Québec)
Saint-Ours è un comune del Canada, situato nella provincia del Québec, nella regione di Montérégie. È bagnato dal fiume Richelieu.